# John Phillips (astronauta)
John Lynch Phillips (Fort Belvoir, 15 de abril de 1951) é um astronauta norte-americano, veterano de três missões no espaço.
Phillips é formado em matemática e russo pela Academia Naval dos Estados Unidos, em ciências aeronáuticas pela Universidade da Florida Oeste e um doutorado em geofísica e física espacial pela Universidade da Califórnia, currículo formado nos anos 1970 e 1980.
Após a formatura na academia naval, ele foi qualificado como aviador naval em 1974 e pilotou jatos A-7 Corsair baseado em terra e em porta-aviões. Após deixar a Marinha em 1982, como estudante graduado na Universidade da Califórnia em Los Angeles, Phillips trabalhou em pesquisas para a NASA que envolveram observações feitas pela sonda Pioneer Venus, experimentos sobre o vento solar e após completar seu doutorado, com a sonda Ulysses, no Laboratório Nacional de Los Alamos.
Capitão da marinha, da qual é reservista desde 1982, tem 4400 horas de voo acumuladas e 250 pousos em porta-aviões, a maioria delas nos A-7.
Astronauta desde 1996, após completar o treinamento no Centro Espacial Lyndon B. Johnson, em Houston, Texas primeiramente ele trabalhou em diversas funções em terra, ligadas ao departamento de astronautas, incluindo sistemas de engenharia e como CAPCOM - comunicador de voo - com a Estação Espacial Internacional.
Seu primeiro voo ao espaço foi em maio de 2001, na missão STS-100 Endeavour, uma missão de doze dias na ISS, onde a tripulação instalou o braço robótico Canadarm 2 na estação, e ele foi o coordenador das atividades extraveiculares da missão.
Em abril de 2005, ele participou da Expedição 11 à ISS junto com o cosmonauta russo Sergei Krikalev, permanecendo em órbita na estação por 179 dias, para onde foi levado na nave Soyuz TMA-6, e acumulou um total de cinco horas em caminhadas espaciais fora da estação.
Phillips foi pela terceira vez à órbita terrestre em 15 de março de 2009, como especialista de missão da STS-119 Discovery à Estação Espacial.